# Monumento Selamat Datang
El Monumento Selamat Datang (en indonesio: Monumen Selamat Datang; Selamat Datang significa «bienvenida» en indonesio), también conocido como Monumen Bundaran HI o Monumen Bunderan HI («monumento de la rotonda del Hotel Indonesia»), es un monumento situado en Yakarta Central, Indonesia. Completado en 1962 por el escultor Edhi Sunarso, el Monumento Selamat Datang es uno de los monumentos más importantes de Yakarta.

## Historia y diseño

Las estatuas del Monumento Selamat Datang iluminadas por la noche.

Durante la década de 1960, el presidente Sukarno ordenó que se realizaran varias obras y proyectos de embellecimiento de la ciudad en preparación para los Juegos Asiáticos de 1962. Entre estos proyectos se encontraba la construcción del Estadio Bung Karno y varias estatuas, incluido el Monumento Selamat Datang, designado inicialmente Tugu Selamat Datang.
El diseño de la estatua fue esbozado por Henk Ngantung, en esa época vicegobernador de Yakarta, y la estatua fue esculpida por el escultor Edhi Sunarso. Trubus, un cercano asesor de Sukarno en cuestiones de bellas artes, fue el coordinador del proyecto. La escultura muestra dos estatuas de bronce de un hombre y una mujer saludando en un gesto de bienvenida; la mujer sostiene un ramo de flores en su mano izquierda. El diseño del monumento recuerda el estilo del escultor soviético Vera Mukhina y estaba cargado de realismo socialista. Se dijo que Sukarno también contribuyó al diseño de la estatua. Henk Ngantung escribió que inicialmente el monumento se iba a llamar «el pueblo indonesio saluda su futuro».
Las dos figuras del monumento miden cinco metros de altura desde la cabeza hasta los pies, y siete metros desde el extremo del brazo elevado hasta los pies. Las dos figuras se erigen sobre un pedestal. En total, el monumento está a unos treinta metros por encima del suelo, y simboliza la apertura de la nación indonesia a los visitantes de los Juegos Asiáticos de 1962.
La realización de la estatua empezó el 17 de agosto de 1961. Mientras la esculpía, Edhi Sunarso fue visitado en su estudio por Sukarno, el embajador de los Estados Unidos en Indonesia, Howard P. Jones, y varios ministros del gobierno de Indonesia.

## La rotonda del Hotel Indonesia

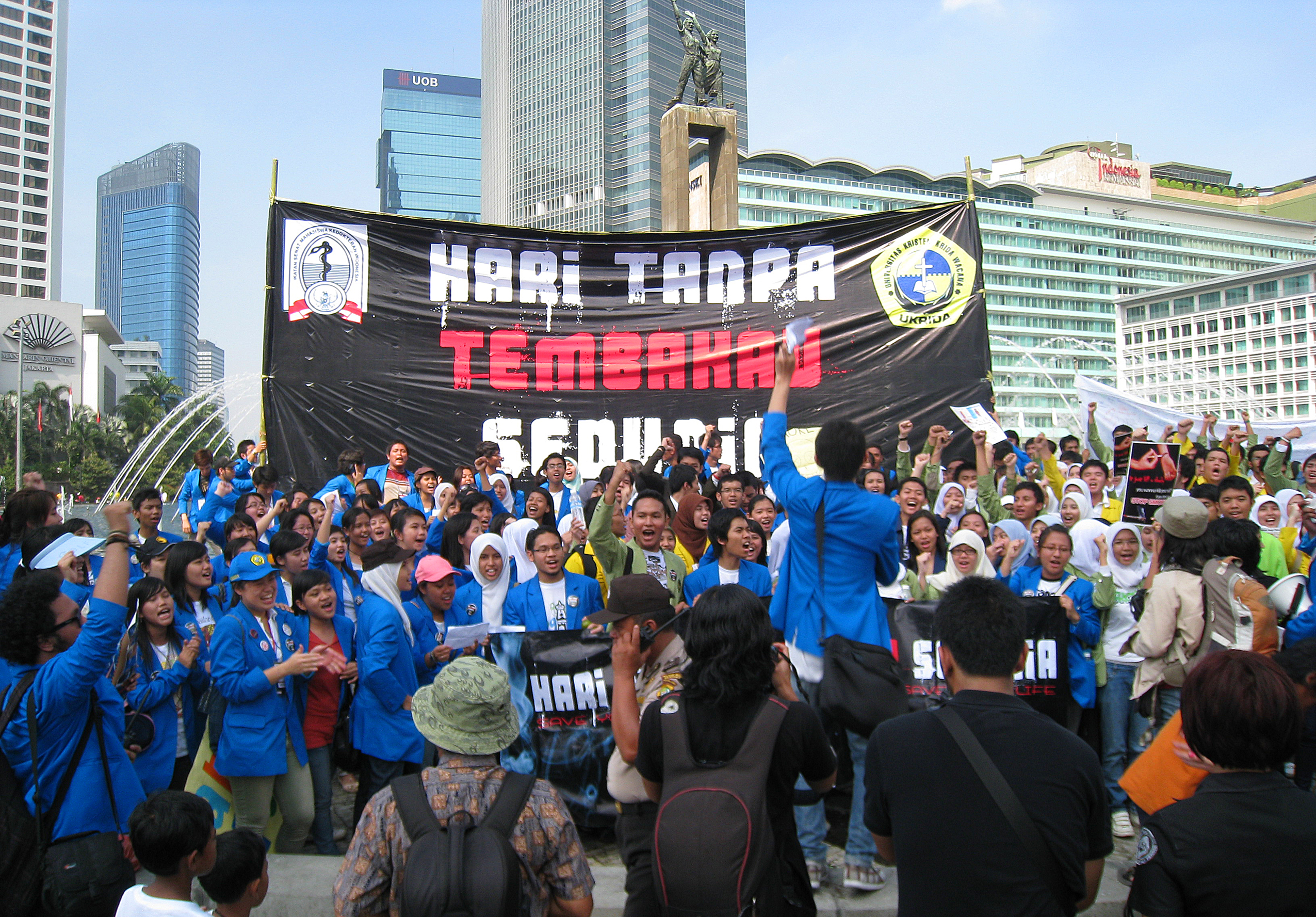
Manifestación de estudiantes de medicina contra el tabaco durante «un día sin tabaco», en la rotonda del Hotel Indonesia de Yakarta.

El Monumento Selamat Datang se encuentra en el centro de una rotonda conocida como Bundaran Hotel Indonesia o Bundaran HI (en indonesio, «rotonda del Hotel Indonesia») debido a su cercanía al Hotel Indonesia. Otra forma aceptada es Bunderan HI, más cercana al idioma javanés-betawi característico de Yakarta. La rotonda está situada estratégicamente en el centro de Yakarta, justo en el centro de la avenida principal de la ciudad, Jalan M.H. Thamrin, en su intersección con Jalan Imam Bonjol, Jalan Sutan Syahrir y Jalan Kebon Kacang. Desde su construcción, esta rotonda es la puerta de entrada a Yakarta para los visitantes de la ciudad y tiene un estanque redondo con fuentes.
En 2002, la rotonda del Hotel Indonesia fue restaurada por PT Jaya Konstruksi Manggala Pratama. Esta restauración introdujo nuevas fuentes, un nuevo diseño del estanque y una nueva iluminación. En la actualidad, tras la época de reformas, la plaza pavimentada que rodea el estanque se ha convertido en un lugar popular para manifestaciones. Cada domingo por la mañana, durante los días sin automóviles de Yakarta, la rotonda está llena de personas haciendo footing, montando en bicicleta o haciendo fotografía callejera, así como vendedores ambulantes temporales.